# Élias Schmäh
Élias Schmäh (né le 26 septembre 1986, à Richterswil, en Suisse) est un coureur cycliste suisse.

## Palmarès
- 2007
  -  Champion de Suisse sur route espoirs
- 2008
  - 3e du championnat de Suisse sur route espoirs
  - 3e du championnat de Suisse de la montagne espoirs
- 2009
  - 2e de Silenen-Amsteg-Bristen
- 2011
  - Silenen-Amsteg-Bristen
  - 2e du championnat de Suisse de poursuite par équipes

## Classements mondiaux
| Année           | 2007 | 2008 | 2009 | 2010   |
| --------------- | ---- | ---- | ---- | ------ |
| UCI Europe Tour | 890e |      |      | 1 007e |